# تراموا فلورانس
تراموا فلورانس (ایتالیایی: Rete tranviaria di Firenze) سیستم تراموا در شهر فلورانس، ایتالیا است.
این تراموا که در سال ۲۰۱۰ تأسیس شده دارای ۲ خط، ۳۷ ایستگاه و ۱۶٫۵ کیلومتر طول می‌باشد. لازم به ذکر است که تراموا قدیمی شهر فلورانس از سال ۱۸۷۹ تا ۱۹۵۸ فعال بوده‌است.

## نگارخانه

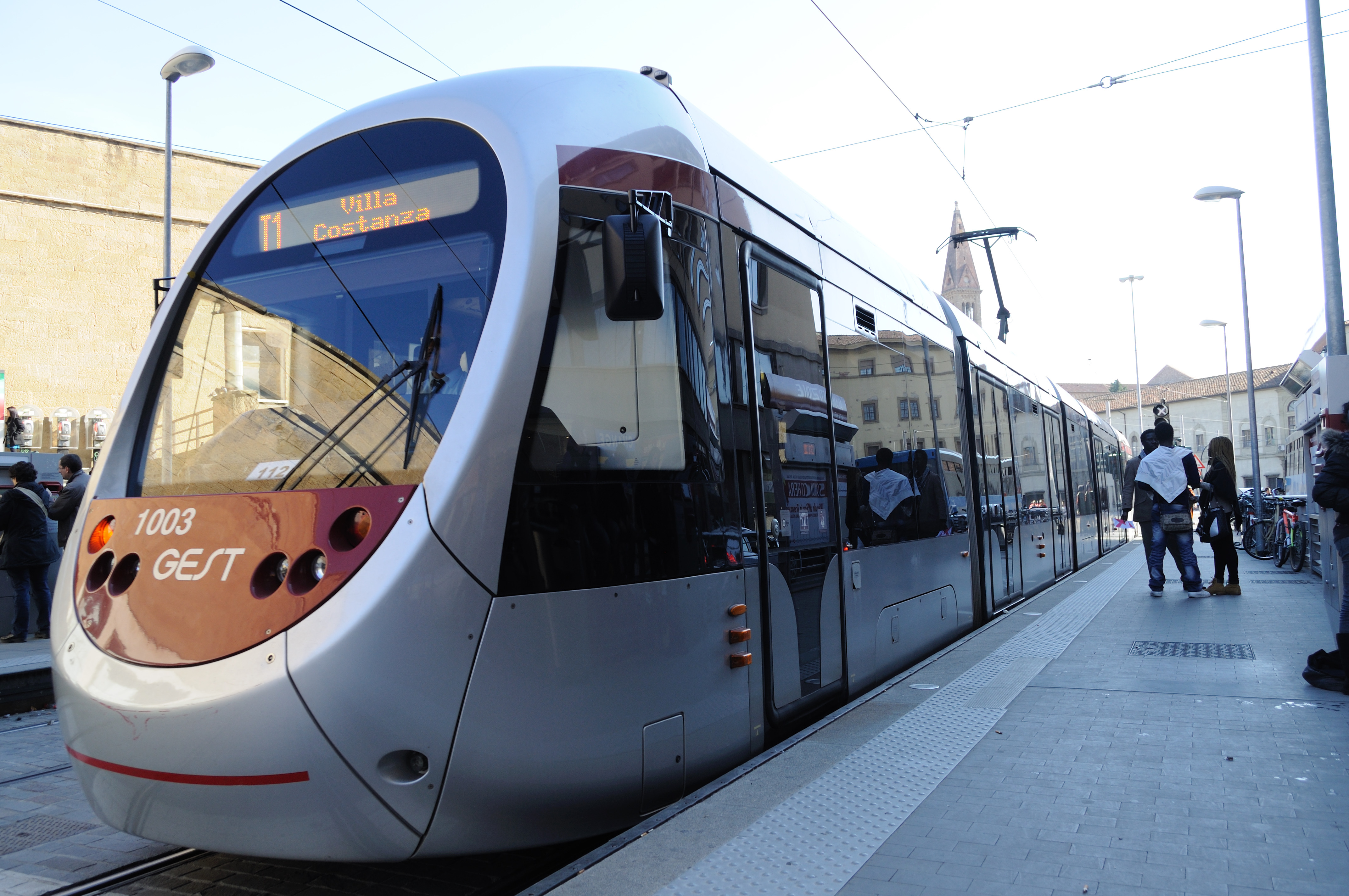
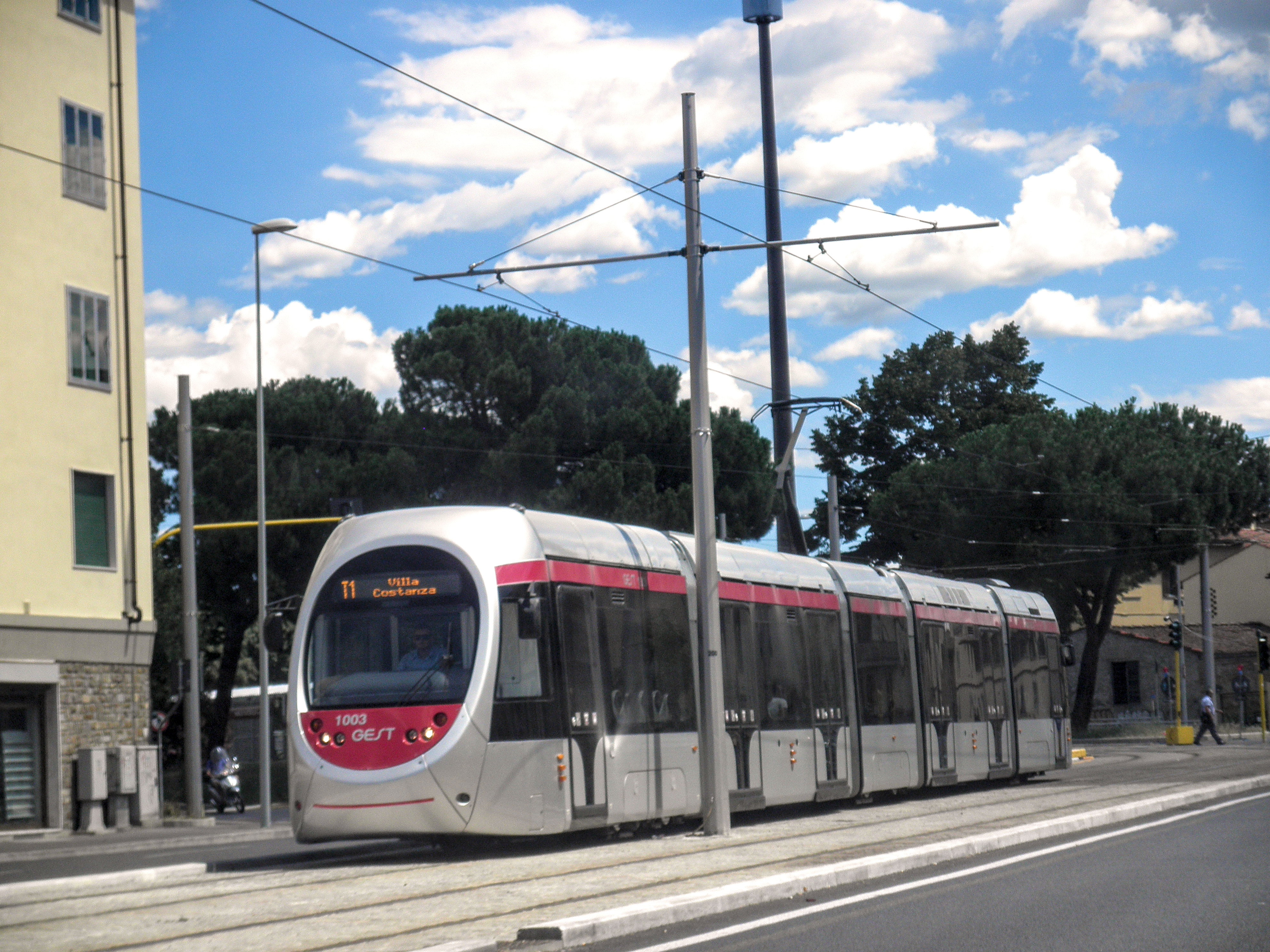
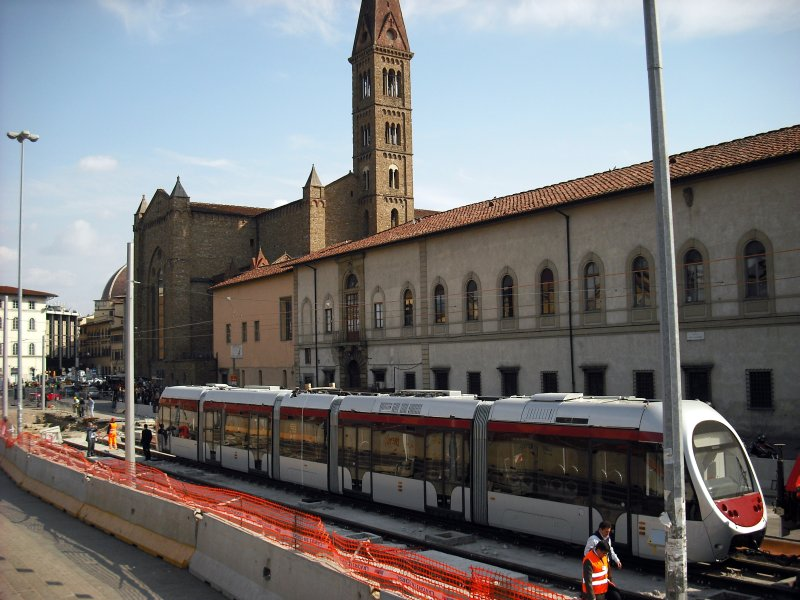